# لژیون ۲ پیاده‌نظام لهستان
لژیون ۲ پیاده‌نظام لهستان (لهستانی: Dywizja Piechoty Legionów) یکی از واحدهای تاکتیکی ارتش لهستان پس از جنگ جهانی اول بود. این واحد در ۲۱ فوریه ۱۹۱۹ از سربازان پیشین هنگ‌های لهستانی در جنگ جهانی اول تشکیل یافت و در جنگ لهستان-شوروی و تهاجم آلمان نازی به لهستان شرکت نمود.
در جنگ لهستان-شوروی این واحد تحت امر هنریک مینکیویچ و میخال رولا ژیمرسکی قرار داشت. در جمهوری دوم لهستان سرفرماندهی و هنگ چهارم لژیون ۲ پیاده‌نظام در شهر کیلتس، هنگ دوم لژیون ۲ پیاده‌نظام در ساندومیژ و هنگ سوم لژیون ۲ پیاده‌نظام در یاروسواو قرار داشتند. واحدهای کوچک دیگر نیز در شهرهای مختلف لهستان کوچک‌تر پراکنده بودند. فرماندهان این واحد در این دوره عبارت بودند از الکساندر ناربوت اوچنسکی (۱۹۳۰–۱۹۲۱)، یولیوس زولاف (۱۹۳۸–۱۹۳۰) و ادوارد دویان سوروفکا (۱۹۳۸ تا ۹ سپتامبر ۱۹۳۹)

## تهاجم آلمان نازی به لهستان
در هنگام آغاز تهاجم به لهستان لژیون ۲ پیاده‌نظام لهستان تحت فرماندهی ادوارد دویان سوروفکا به عنوان واحدهای ذخیره سپاه ووچ در زلوف موضع گرفتند. روز ۲ سپتامبر ۱۹۳۹ این نیروها به بوخاتوف فرستاده شدند و واحدهای از ایشان در نبرد بوروا گورا شرکت نمودند. در شب ۸ سپتامبر ادوارد دویان سوروفکا که دچار فروپاشی عصبی شده بود واحدهای خود را رها نمود و فرماندهی به آنتونی استایخ سپرده گشت. این یگان در نبرد وولا سروسووا و نبرد مودلین شرکت نمود و نهایتاً در ۲۹ سپتامبر تسلیم نیروهای آلمانی گشت. تعدادی از سربازان این یگان در قتل‌عام زاکروکیم توسط سربازان آلمانی کشته شدند.

## عملیات تندباد
لژیون ۲ پیاده‌نظام لهستان در سال ۱۹۴۴ توسط ارتش میهنی در ناحیه کیلتس ـ رادوم با توانی نزدیک به ۳۰۰۰ سرباز ایجاد گشت و در تابستان ۱۹۴۴ تحت فرماندهی آنتونی ژوکفسکی در عملیات تندباد حاضر بود. این یگان در ژانویه ۱۹۴۵ منحل گشت.